# Ernesto Tornquist

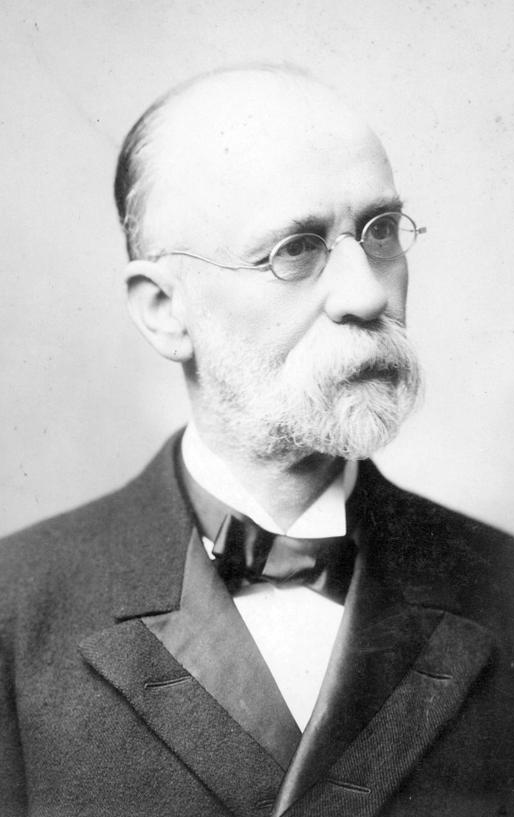
Ernesto Tornquist

Ernesto Tornquist (* 31. Dezember 1842 in Buenos Aires; † 17. Juni 1908 ebenda) war ein argentinischer Industrieller und Gründer der Banco Tornquist.

## Leben
Ernesto Tornquists Großeltern stammten aus Hamburg und deren namensgebende Vorfahren stammten wiederum aus der Umgebung von Karlskrona in Schweden. Tornquists Vater, Jorge Pedro Ernesto Tornquist (1801–1876), wurde in Baltimore in den Vereinigten Staaten geboren und war später als Kaufmann in Buenos Aires tätig. Nebenbei hatte er auch die Funktion eines Konsuls für die Freie Hansestadt Bremen in Montevideo in Uruguay. Tornquists Mutter Rosa Camusso Alsina (1805–1871) stammte aus Buenos Aires. Der Vater war lutherischer und die Mutter römisch-katholischer Konfession.
Tornquist besuchte zunächst in Buenos Aires die evangelische deutsche Schule (Escuela Evangélica Alemana) und setzte seine Schulbildung von 1856 bis 1858 in Deutschland in Krefeld fort.
Tornquist gründete im Jahre 1874 eine Firma für Exporte und Importe landwirtschaftlicher Güter und Maschinerie. 1880 ließ er in Rosario (Provinz Santa Fe) die große Zuckerfabrik Refinería Argentina bauen. Unter anderem widmete sich die Familie Tornquist mittels der Firma Argentinia de Pesca dem Walfang auf Südgeorgien, der Erdölerforschung in Mendoza, dem Anbau des Quebrachobaums in Santiago del Estero und dem Aufbau der Eisenbahn des Nordens von Santa Fe mit belgischen Kapitalien. Ernesto Tornquist spielte eine entscheidende Rolle in den Verhandlungen, die einen Krieg zwischen Argentinien und Chile verhinderten. Er war befreundet mit den Präsidenten Julio A. Roca und Carlos Pellegrini. Während des Vorsitzes von José Figueroa Alcorta (1906–1910) stand er den militärischen Pläne des Ministers Estanislao Zeballos ablehnend gegenüber. Außerdem gründete Ernesto Tornquist die Stadt Tornquist in den Pampas Argentinias nahe Bahía Blanca südlich von Buenos Aires, die heute über einen Naturschutzpark verfügt.